# Phronia elegantula
Phronia elegantula är en tvåvingeart som beskrevs av Walter Leopold Victor Hackman 1970. Phronia elegantula ingår i släktet Phronia och familjen svampmyggor. Arten är reproducerande i Sverige. Inga underarter finns listade i Catalogue of Life.